# Vespasian
Titus Flavius Vespasianus (17. november 9 – 23. juni 79) e. Kr. var kendt som Vespasian romersk kejser 69-79 e.Kr. og grundlægger af det Flaviske dynasti.
Vespasian, der var den første provinsbo på den romerske trone, stammede fra en ikke-adelig familie i Norditalien, muligvis af etruskisk afstamning. Han blev født i Falacrina i år 9 e. Kr. som søn af Flavius Sabinus og Vespasia Polla. Faren var toldembedsmand. Selv gjorde han karriere som embedsmand, trådte ind i hæren og tjente skiftende kejsere på felttog i bl.a. England. Under Nero faldt han i unåde, men slog i 66 e. Kr. i spidsen for Palæstina-hæren det jødiske oprør ned. Under tronstriden efter Neros død udråbtes han af soldaterne til kejser, forlod Palæstina med en del af hæren, besejrede modstanderen Vitellius' tilhængere og erobrede Rom december 69.
Vespasians tiårige regering var en tiltrængt genoprettelse af orden og økonomi i Romerriget efter mange års tyranni og korruption. Han gennemførte kraftige besparelser, rev store dele af Neros ”Gyldne Hus” ned og levede selv spartansk. Der indførtes nye skatter, retsplejen bedredes, og der udnævntes duelige embedsmænd i provinserne. I Rom opførte Vespasian flere bygninger: han påbegyndte Colosseum, som fuldførtes af sønnen Titus. Ifølge en anekdote anklagede Titus ham for at lægge afgift på de offentlige pissoirer i Rom, hvortil Vespasian svarede: "Non olet!" (= De [pengene] lugter ikke!)
To militære begivenheder prægede hans styre. Den ene var det jødiske oprør, som knustes af Titus med (Jerusalems ødelæggelse i år 70 e. Kr., Masadas belejring), og som førte til ophævelsen af Israel som stat. Den anden var oprøret samme år i den galliske provins Batavia (Nederland) ledet af Gaius Julius Civilis; det kvaltes ret hurtigt.
På sit dødsleje lavede Vespasian sjov med den guddommeliggørelse, Augustus blev genstand for efter sin død. Han bad først de tilstedeværende om at rejse ham op, så han som gammel soldat kunne dø stående. Da han mærkede døden nærme sig, sagde han: "Jeg mærker, jeg er ved at blive en gud!" 
Som regent synes Vespasian at have optrådt behersket og moderat, undgået tyranmanerer og ødselhed og have styret militæret med fast hånd. Han omtales som en jævn og ligefrem mand med humoristisk sans og et afslappet forhold til sin kejserstatus. Uden måske at være nogen stor statsmand blev han en vigtig figur i kejsertiden, fordi hans styre (fraregnet sønnen Domitians regering) lagde grunden til over hundrede års både fredelig og stabil kejsermagt.

## Colosseum
Vespasian byggede det meget kendte, i dag endnu velholdte Flaviske Amphiteater, bedre kendt som Colosseum. Byggeriet var en gave fra Vespasian til det Romerske folk, da forgængeren Nero havde taget den inderste bydel, for at bygge et gigantisk palæ til sig selv.
Det tog i alt 10 år: fra år 70 til år 80.
Vespasian nåede dog ikke at opleve det arkitektoniske mesterværk blive færdigt, da han døde et år før færdiggørelsen.